# René Freymann
Jules René Freymann, né le 6 février 1909 à Paris et mort le 11 février 1995 dans cette même ville, est un physicien français.

## Biographie
Il est titulaire d'un doctorat de sciences physiques en 1933. Il devient chargé de cours en 1945 puis professeur titulaire en 1950 à la Faculté des sciences de Rennes. Par la suite, il revient à Paris pour devenir professeur à la Sorbonne de 1956 à 1968 puis professeur à l'université Pierre-et-Marie-Curie de 1968 à 1979. 
Dans la première partie de sa carrière, les travaux de recherche de René Freymann étaient sur le sujet des spectres infrarouge et Raman, puis sur les constantes diélectriques et les mesures d'absorption pour des longueurs d'onde à l'échelle du mètre et du décimètre. 
Quelques années après la découverte de la résonance magnétique, il a fondé le Groupe Ampère en 1952, pour l'organisation de congrès dans le domaine de la résonance magnétique et de sujets reliés à ce domaine. Il a engagé son laboratoire dans le domaine de la résonance magnétique nucléaire, tout en continuant son travail sur les spectres infrarouge et Raman, les mesures diélectriques, etc. En 43 ans, de 1952 à 1995, le groupe Ampère a organisé soixante-dix réunions scientifiques dans le champ de la résonance magnétique. 
En un demi-siècle, le groupe de Freymann a publié plus de cinquante thèses et 540 articles de recherche. Un aussi bon travail était dû en partie à l'enthousiasme communicatif de René Freymann et à ses exceptionnelles qualités humaines. 
Il travaillait en collaboration avec sa femme, Marie Freymann.

## Carrière
- 1928 : baccalauréat scientifique
- 1930 : maîtrise de sciences
- 1932 : lauréat de la Société française de physique, prix Louis-Ancel
- 1933 : doctorat de sciences physiques
- 1934 : poste au Fonds national de recherche scientifique
- 1936 : chercheur au Centre national français de la recherche scientifique
- 1938 : lauréat de l'Académie des Sciences française, prix Clément-Félix
- 1945 : maître de recherche au Centre national de la recherche scientifique
- 1945 : chargé de cours à la Faculté des sciences de Rennes
- 1948 : membre du conseil de la Société française de physique
- 1950 : professeur titulaire à la Faculté des sciences de Rennes
- 1952 : membre du conseil de la Société française des radio-électriciens
- 1956 : professeur titulaire de la chaire de physique générale de la Faculté des sciences de Rennes
- 1956 : membre nommé du Comité national de la recherche scientifique
- 1956-1968 : professeur à la Sorbonne
- 1968-1979 : professeur à l'université Pierre-et-Marie-Curie

## Publications
- Recherches sur le proche infrarouge, thèse de doctorat, Paris, Masson (1933)
- La Spectrométrie infrarouge et ses applications (1934)
- Les ondes hertziennes et la structure moléculaire, Paris, Hermann (1936)
- Spectres Raman et spectres d’absorption infrarouge de composés où l’azote est tétra-coordonné (1938)
- Étude des spectres d'absorption infrarouges des solides par la méthode des poudres, Acétates, formiates, oxalates (1939)
- Identification des carburants par leur spectre d'absorption dans le proche infrarouge : Application à l'analyse des cétones (1943)
- Quelques données sur le spectre d'absorption infrarouge de la cellulose (1946), lire en ligne
- Spectre infrarouge et structure moléculaire : étude des forces intramoléculaires et intermoléculaires par la perturbation (1947)
- Nouvelle méthode d'étude, par spectroscopie hertzienne, des défauts de réseau du semi-conducteur ZnO (1952), lire en ligne
- Spectre hertzien et structure des solides : Absorption Debye des solides dans le spectre hertzien et défauts de réseaux (1953), lire en ligne
- Spectre hertzien et structure des solides : Absorption Debye de l'eau libre et de l'eau liée (1954), lire en ligne
- La Spectroscopie hertzienne appliquée à la chimie : Absorption dipolaire, rotation moléculaire, résonances magnétiques (1960)
- Un demi-siècle d'expériences : 1929-1979 (1979)
- Les ondes hertziennes et la structure moléculaire. Absorption et dispersion dans le spectre hertzien : applications (1995)